# 第51回カンヌ国際映画祭
第51回カンヌ国際映画祭（だい51かいカンヌこくさいえいがさい）は、1998年5月13日から5月24日にかけて開催された。

## 受賞結果
- パルム・ドール：『永遠と一日』（テオ・アンゲロプロス）
- グランプリ：『ライフ・イズ・ビューティフル』（ロベルト・ベニーニ）
- 審査員賞：『ニコラ』（クロード・ミレール）、『セレブレーション』（トマス・ヴィンターベア）
- 監督賞：ジョン・ブアマン（『ジェネラル 天国は血の匂い』）
- 男優賞：ピーター・マラン（『マイ・ネーム・イズ・ジョー』）
- 女優賞：エロディ・ブシェーズ、ナターシャ・レニエ（『天使が見た夢』）
- 脚本賞：ハル・ハートリー（『ヘンリー・フール』）
- 芸術貢献賞：『ベルベット・ゴールドマイン』（トッド・ヘインズ）
- カメラ・ドール：マーク・レヴィン（『スラム』）
- ある視点賞：『Tueur à gages』（ダルジャン・オミルバエフ）

## 審査員

### コンペティション部門
- 審査委員長
  - マーティン・スコセッシ（アメリカ/監督）
- 審査員
  - アラン・コルノー（フランス/監督）
  - キアラ・マストロヤンニ（フランス/女優）
  - チェン・カイコー（中国/監督）
  - レナ・オリン（スウェーデン/女優）
  - MCソラー（フランス/ミュージシャン）
  - マイケル・ウィンターボトム（イギリス/監督）
  - シガニー・ウィーバー（アメリカ/女優）
  - ウィノナ・ライダー（アメリカ/女優）
  - ゾーエ・ヴァルデス（キューバ/作家）

### ある視点部門
- 審査委員長
  - トラン・アン・ユン（ベトナム/監督）

### 短編映画部門
- 審査委員長
  - ジャン＝ピエール・ジュネ（フランス/監督）
- 審査委員
  - アンヘラ・モリーナ（スペイン/女優）
  - エマニュエル・ベアール（フランス/女優）
  - アルノー・デプレシャン（フランス/監督）
  - ジャコ・ヴァン・ドルマル（フランス/監督）

## 上映作品

### コンペティション部門
| 題名 原題                                                   | 監督                     | 製作国                              |
| ----------------------------------------------------------- | ------------------------ | ----------------------------------- |
| ナンニ・モレッティのエイプリル Aprile                       | ナンニ・モレッティ       | イタリア                            |
| 愛する者よ、列車に乗れ Ceux qui m'aiment prendront le train | パトリス・シェロー       | フランス                            |
| Claire Dolan                                                | ロッジ・ケリガン         | アメリカ合衆国 フランス             |
| Corazón iluminado (Foolish Heart)                           | ヘクトール・バベンコ     | ブラジル アルゼンチン フランス      |
| Dance Me To My Song                                         | ロルフ・デ・ヒーア       | オーストラリア                      |
| Hole-洞 洞                                                  | ツァイ・ミンリャン       | 台湾 フランス                       |
| ラスベガスをやっつけろ Fear and Loathing in Las Vegas       | テリー・ギリアム         | アメリカ合衆国                      |
| セレブレーション Festen                                     | トマス・ヴィンターベア   | デンマーク スウェーデン             |
| フラワーズ・オブ・シャンハイ 海上花                         | ホウ・シャオシェン       | 台湾                                |
| ヘンリー・フール Henry Fool                                 | ハル・ハートリー         | アメリカ合衆国                      |
| イディオッツ Idioterne                                      | ラース・フォン・トリアー | デンマーク スウェーデン フランス 他 |
| 天井桟敷のみだらな人々 Illuminata                           | ジョン・タトゥーロ       | アメリカ合衆国                      |
| フルスタリョフ、車を! Хрусталёв, машину!                    | アレクセイ・ゲルマン     | ロシア フランス                     |
| 肉体の学校 L'école de la chair                              | ブノワ・ジャコ           | フランス ベルギー ルクセンブルク    |
| ニコラ La classe de neige                                   | クロード・ミレール       | フランス                            |
| La Vendedora de rosas (The Rose Seller)                     | Victor Manuel Gaviria    | コロンビア                          |
| 天使が見た夢 La vie rêvée des anges                         | エリック・ゾンカ         | フランス                            |
| ライフ・イズ・ビューティフル La vita è bella                | ロベルト・ベニーニ       | イタリア                            |
| 永遠と一日 Mia aioniotita kai mia mera                      | テオ・アンゲロプロス     | ギリシャ イタリア フランス ドイツ   |
| マイ・ネーム・イズ・ジョー My Name Is Joe                   | ケン・ローチ             | イギリス スペイン イタリア 他       |
| ジェネラル 天国は血の匂い The General                       | ジョン・ブアマン         | イギリス アイルランド               |
| ベルベット・ゴールドマイン Velvet Goldmine                  | トッド・ヘインズ         | イギリス アメリカ合衆国             |

### ある視点部門
| 題名 原題                                                   | 監督                               | 製作国                       |
| ----------------------------------------------------------- | ---------------------------------- | ---------------------------- |
| À vendre                                                    | レティシア・マッソン               | フランス                     |
| コーンウォールの森へ All the Little Animals                 | ジェレミー・トーマス               | イギリス                     |
| 枕の上の葉 Daun di atas bantal                              | ガリン・ヌグロホ                   | インドネシア                 |
| 夢だと云って Dis-moi que je rêve                            | クロード・ムリエラス               | フランス                     |
| El Evangelio de las Maravillas                              | アルトゥーロ・リプスタイン         | メキシコ                     |
| Island, Alicia                                              | Ken Yunome                         | アメリカ合衆国               |
| 小さなトニー Kleine Teun                                    | アレックス・ファン・ヴァーメルダム | オランダ                     |
| りんご La Pomme                                             | サミラ・マフマルバフ               | イラン                       |
| Larmar och gör sig till                                     | イングマール・ベルイマン           | スウェーデン                 |
| LOUISE (TAKE2)                                              | シグフリード                       | フランス                     |
| 愛の悪魔/フランシス・ベイコンの歪んだ肖像 Love is the Devil | ジョン・メイバリー                 | イギリス                     |
| ルル・オン・ザ・ブリッジ Lulu on the Bridge                 | ポール・オースター                 | アメリカ合衆国               |
| 黄金の河 O Rio do Ouro                                      | パウロ・ローシャ                   | ポルトガル ブラジル フランス |
| Os Mutantes                                                 | テレサ・ヴィラヴェルデ             | ポルトガル                   |
| Plätze In Städten                                           | アンゲラ・シャネレック             | ドイツ                       |
| Szenvedély                                                  | ゲオルギー・フェヘール             | ハンガリー                   |
| 戦争のリハーサル Teatro di guerra                           | マリオ・マルトーネ                 | イタリア                     |
| The Apostle                                                 | ロバート・デュヴァル               | アメリカ合衆国               |
| インポスターズ The Impostors                                | スタンリー・トゥッチ               | アメリカ合衆国               |
| The Man Who Couldn't Open Doors                             | ポール・アーデン                   | イギリス アメリカ合衆国      |
| カンウォンドの恋 강원도의 힘                                | ホン・サンス                       | 韓国                         |
| Kurpe (The Shoe)                                            | ライラ・パカルニーナ               | ドイツ ラトビア              |
| TOKYO EYES Tokyo Eyes                                       | ジャン＝ピエール・リモザン         | フランス 日本                |
| Tueur à gages                                               | ダルジャン・オミルバエフ           | カザフスタン フランス        |
| Un 32 août sur Terre                                        | デニ・ヴィルヌーヴ                 | カナダ                       |
| 戦争の後の美しい夕べ Un soir apres la guerre                | リティー・パニュ                   | カンボジア                   |
| ゼロ・エフェクト Zero Effect                                | ジェイク・カスダン                 | アメリカ合衆国               |

### 特別招待作品
- グッバイ・ラバー - ローランド・ジョフィ（アメリカ）
- カンゾー先生 - 今村昌平（日本）
- GODZILLA - ローランド・エメリッヒ（アメリカ）
- タンゴ - カルロス・サウラ（スペイン、アルゼンチン）
- ダークシティ - アレックス・プロヤス（アメリカ）
- パーフェクト・カップル - マイク・ニコルズ（アメリカ）
- ブルース・ブラザーズ2000 - ジョン・ランディス（アメリカ）
- 不安 - マノエル・デ・オリヴェイラ（ポルトガル、フランス）